# Rupert
Rupert bzw. Ruprecht ist ein männlicher Vorname.

## Herkunft und Bedeutung
Die Etymologie des Namens Rupert ist auf die Althochdeutsche Sprache zurückzuführen und bedeutet so viel wie der durch seinen Ruhm Glänzende (hrod = „Ruhm“; beraht = „glänzend“).
Detaillierter siehe Robert (Vorname)
Die beiden Formen Robert und Rupert sind bis in das Mittelalter gleichzusetzen, zweiteres ist die oberdeutsche Form, Rupert und Ruprecht trennen sich erst in der Neuzeit, bis in das 16. Jahrhundert sind sie nur synonyme Schreibvarianten. Das stammt aus den Verkürzungen der Bildung hrodberəx/ht und findet sich auch bei Albert/Albrecht und andere Namen auf -beraht.

## Varianten
- Hrodperht, Hrodpreht (althochdeutsch)
- Ruoprecht (mittelhochdeutsch)
- Rupertus, Roudbertus, Rudbertus (latinisiert)
- Ruprecht (alte deutsche Variante, durch die Rupert entstand)
- Ruppert (österreichische Variante)
- Robert (germanischstämmige Sprachen)
- Röpke (niederdeutsche Variante)
- Ruperto (spanische Variante)
- Roberto (italienische Variante, auch in spanischsprechenden Ländern anzutreffen)

Nachnamensbildung:
- Rupert, Ruperti, Ruppert, Ruprecht, Rupprecht

## Namenstage
- 27. März (Rupert von Salzburg)

- 15. Mai (Rupert von Bingen)

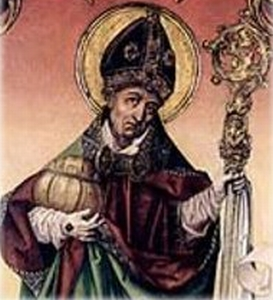
Heilige Rupert von Salzburg

- 24. September (Rupert von Salzburg, ehemaliger Salzburger Raum)
- 1. November (Pater Rupert Mayer, während der Seligsprechung am 3. Mai 1987 durch Papst Johannes Paul II. wurde der Namenstag auf den 3. November festgesetzt)

## Namensträger
Siehe auch:
- Heiliger Rupert

### Einname
Siehe auch Liste der Herrscher namens Robert zu frühen Gleichsetzungen
(sortiert nach Geburts-/Sterbedatum)
- Rupert von Bingen (um 712 – um 732), Heiliger, Lokalheiliger am oberen Mittelrhein
- Rupert von Salzburg (8. Jh.), Heiliger, erster Bischof von Salzburg
- Ruprecht von Mainz, Erzbischof von Mainz (970–975)
- Ruopert († 1075), Abt des Bamberger Michaelsklosters (1066–1071), Abt des Klosters Reichenau (1071) und Abt der Abtei Gengenbach (1071–1075)
- Rupert von Deutz (um 1070–1129), Exeget und Mystiker
- Rupert von Bamberg († 1102), von 1075 bis 1102 Bischof von Bamberg
- Rupert von Würzburg († 1106), von 1105 bis 1106 Gegenbischof im Bistum Würzburg
- Rupert (Münsterschwarzach) († 1125), Abt von Münsterschwarzach
- Rupert I. von Ottobeuren († 1145), Seliger, Abt des Klosters Ottobeuren
- Ruprecht I. von Laurenburg († um 1154), Graf von Laurenburg
- Ruprecht II. von Laurenburg († um 1159/1166), Graf von Laurenburg
- Ruprecht III. von Nassau († um 1190), Graf von Nassau
- Ruprecht IV. von Nassau († um 1239), Graf von Nassau; Ritter des deutschen Ordens
- Rupert I. (Kloster Limburg), Abt des Klosters Limburg, † um 1130
- Rupert I. (Passau), 1164/65 Bischof von Passau
- Rupert I. zu Castell, 1190–1233 Graf zu Castell
- Rupert I. zu Castell († um 1223), Graf von Castell
- Rupert II. zu Castell († um 1234), Graf von Castell
- Ruprecht von Querfurt († 1266), Erzbischof von Magdeburg
- Ruprecht von Würzburg (13. oder 14. Jahrhundert), deutscher Dichter
- Ruprecht von Horhusen († 1336), Benediktinermönch und Fürstabt von Corvey
- Ruprecht I. von der Pfalz, Pfalzgraf bei Rhein, Kurfürst von der Pfalz (1309–1390)
- Ruprecht II. von der Pfalz, Kurfürst von der Pfalz (1325–1398)
- Ruprecht, Kurfürst Ruprecht III. von der Pfalz, römisch-deutscher König (1352–1410)
- Ruprecht I. von Liegnitz, Herzog von Schlesien-Liegnitz (1364–1409)
- Ruprecht von Berg (um 1365 – 1394), Elekt-Fürstbischof von Passau und Paderborn
- Ruprecht VII. von Nassau-Sonnenberg der Kriegerische († 1390), Sohn des Grafen Gerlach I. von Nassau
- Ruprecht Pipan (1375–1397), Kurprinz von der Pfalz, Sohn von König Ruprecht
- Ruprecht von Pfalz-Simmern, Bischof von Straßburg (1420–1478)
- Ruprecht von der Pfalz (Köln), Erzbischof von Köln
- Ruprecht I. von der Pfalz-Mosbach, Bischof von Regensburg (1437–1465)
- Ruprecht von der Pfalz (Freising), Bischof von Freising (1481–1504)
- Ruprecht II. von der Pfalz-Simmern, Bischof von Regensburg (1461–1507)
- Ruprecht von Pfalz-Veldenz (1506–1544)
- Ruprecht von Eggenberg (1546–1611), österreichischer Feldherr
- Ruprecht von der Pfalz, Duke of Cumberland (1619–1682)
- Rupert von Bodman (* 1646; † 1728), Fürstabt des Fürststifts Kempten (1678–1728)
- Rupert von Neuenstein (* 1736; † 1793),  Fürstabt des Fürststifts Kempten (1785–1793)

### Vorname Rupert
- Rupert Ahrens (* 1957), deutscher Manager, Präsident der GPRA
- Rupert Davies (1916–1976), britischer Schauspieler
- Rupert Egenberger (1877–1959), deutscher Sonderpädagoge
- Rupert Evans (* 1977), britischer Schauspieler
- Rupert Everett (* 1959), britischer Schauspieler
- Rupert Friend (* 1981), englischer Schauspieler
- Rupert Grint (* 1988), britischer Schauspieler
- Rupert Hine (1947–2020), britischer Rockmusiker und Musikproduzent
- Rupert Holmes (* 1947), amerikanisch-britischer Komponist, Liedermacher und Autor im Bereich von Schauspiel, Roman und Essay
- Rupert Karner (1896–1928), österreichischer Motorradrennfahrer
- Rupert Kubon (* 1957), deutscher Kommunalpolitiker
- Rupert Lay (1929–2023), deutscher Philosoph und Theologe
- Rupert Leser (1933–2017), deutscher Fotograf
- Rupert zu Löwenstein-Wertheim-Freudenberg (1933–2014), deutsch-britischer Bankier
- Rupert Mayer (1876–1945), deutscher Jesuit und Widerstandskämpfer gegen das NS-Regime
- Rupert Metzler (* 1968), deutscher Kommunalpolitiker (FDP) und Richter am Verfassungsgerichtshof für das Land Baden-Württemberg
- Rupert Murdoch (* 1931), US-amerikanischer Medienunternehmer australischer Herkunft
- Rupert Neß (1670–1740), Abt des Klosters Ottobeuren
- Rupert Neudeck (1939–2016), deutscher Journalist und Gründer der Hilfsorganisation Cap Anamur
- Rupert von Plottnitz (* 1940), deutscher Jurist und Politiker
- Rupert Riedl (1925–2005), österreichischer Zoologe
- Rupert Sausgruber (* 1968), österreichischer Wirtschaftswissenschaftler
- Rupert Scholz (* 1937), deutscher Politiker
- Rupert Sheldrake (* 1942), britischer Autor pseudowissenschaftlicher Bücher
- Rupert Stadler (* 1951), österreichischer römisch-katholischer Theologe und Priester
- Rupert Stadler (* 1963), deutscher Manager und Vorstandsvorsitzender
- Rupert Stettner (* 1945), deutscher Jurist, Hochschullehrer und -rektor
- Rupert zu Stolberg-Stolberg (* 1970), deutscher römisch-katholischer Weihbischof
- Rupert Ursin (* 1973), österreichischer Physiker
- Rupert Vansittart (* 1958), britischer Schauspieler
- Rupert Vierlinger (1932–2019), österreichischer Pädagoge und Hochschullehrer
- Rupert Wildt (1905–1976), US-amerikanischer Astronom

### Vorname Ruprecht
- Rupprecht von Bayern (1869–1955), Bayerischer Kronprinz
- Ruprecht von Butler (1924–2024), deutscher Offizier
- Ruprecht Düll (1931–2014), deutscher Botaniker
- Ruprecht Eser (1943–2022), deutscher Fernsehjournalist
- Ruprecht Essberger (1923–2005), deutscher Regisseur und Fernsehautor
- Ruprecht Haensel (1935–2009), deutscher Physiker
- Ruprecht von Kaufmann (* 1974), deutscher Maler
- Ruprecht Langer (* 1984), deutscher Musikwissenschaftler
- Ruprecht Polenz (* 1946), deutscher Politiker
- Ruprecht Vondran (* 1935),  deutscher Politiker
- Ruprecht Wimmer (* 1942), deutscher Germanist
- Ruprecht Ziegler (* 1945), österreichischer Althistoriker

### Zweitname, alle Varianten
- Wilhelm Ruprecht Frieling (* 1952), deutscher Sachbuchautor und Verleger

### Familienname
siehe Begriffsklärungsseite

## Weitere Bedeutungen
- Offiziere der britischen SAS (Special Air Service) tragen den Spitznamen „Ruperts“, ebenso britische Paradummys, die am D-Day eingesetzt wurden.
- ruprecht, Studentenzeitung in Heidelberg
- „Ruprecht zu den fünf Rosen“, Freimaurerloge in Heidelberg
- Im Roman Per Anhalter durch die Galaxis ist „Rupert“ ein Spitzname für Persephone, den (fiktiven) 10. Planeten des Sonnensystems.
- Rupert Bär (Rupert Bear), eine britische Zeichentrickserie, die in Deutschland auf Super RTL ausgestrahlt wurde
- Der Igel „Rupert“ ist eine Figur in der deutschen Zeichentrickserie Tilda Apfelkern
- Knecht Ruprecht ist der Gehilfe des heiligen Nikolaus im Brauchtum des nördlichen und mittleren deutschen Sprachraums

Geographie:
- Ruppertskirchen, Ruppertshain, Prince Rupert, Sankt Rupert – Orte mit dem Namen
- Rupert-von-Salzburg-Kirche